# Carmen Ryheul
Carmen Ryheul (nascida a 13 de abril de 1971) é uma política belga e membro do Parlamento Flamengo pelo partido Vlaams Belang (VB).
Ryheul nasceu em Lubumbashi na República Democrática do Congo (na época chamada Élisabethville) em 1971. Ela trabalhou para uma agência de viagens e depois como organizadora de eventos antes de entrar na política. Ryheul foi eleita conselheira do Vlaams Belang em Kortrijk, onde também serve no conselho do partido. Em maio de 2019, foi eleita para o Parlamento Flamengo pelo VB. No parlamento flamengo, ela serve na comissão de Meio Ambiente, Natureza, Ordenamento do Território e Energia.